# Yukarıkuyucak, Ortaköy
Yukarı Kuyucak là một xã thuộc huyện Ortaköy, tỉnh Çorum, Thổ Nhĩ Kỳ. Dân số thời điểm năm 2010 là 143 người.